# バルトロメオ・パンチャティキの肖像
『バルトロメオ・パンチャティキの肖像』（バルトロメオ・パンチャティキのしょうぞう、伊:Ritratto di Bartolomeo Panciatichi）は、ブロンズィーノとして知られるイタリアのマニエリスム期の画家、アーニョロ・ディ・コジモによる板上の油彩画で、1540年頃に制作された。イタリア、フィレンツェのウフィツィ美術館に収蔵されている。

## 概要
1530年にフィレンツェは君主の地位についたメディチ家の専制政治の確立により、以前の共和制の自由を失ってしまった。芸術はコジモ1世・デ・メディチとその後継者による保護を受ける結果となり、国家事業のようになって展開していった。この変化を知る手がかりは、ブロンズィーノが描いた肖像画にはっきり示されている。モデルたちは貴族的で、感情を表さず、唇を固く閉ざしている。
バルトロメオ・パンチャティキは1507年の生まれで、フィレンツェのヒューマニストであり、政治家であった。フィレンツェの駐仏大使も勤めた。パンチャティキは、明らかにフィレンツェ風の建築を背景に飼い犬といっしょに座っている。右手の壁の上にパンチャティキ家の紋章がついている。彼の妻、ルクレツィアも数年後にブロンズィーノによって肖像画が制作された。夫妻の肖像画は、ヴァザーリによって高く評価された。パンチャティキは、ブロンズィーノに『パンチャティキの聖家族』として知られる聖家族の絵画も依頼した。

## 関連作品
- ルクレツィア・パンチャティキの肖像